# Gianni di Parigi
Gianni di Parigi (título original en italiano; en español, Juan de París) es un melodramma u ópera en dos actos con música de Gaetano Donizetti y libreto en italiano de Felice Romani, que había sido anteriormente usado por Francesco Morlacchi (1818) para una ópera del mismo nombre. Deriva de Jean de Paris, una ópera de François-Adrien Boïeldieu (1812) con un libreto de Claude Godard d'Aucourt de Saint-Just. Se estrenó el 10 de septiembre de 1839 en el Teatro de La Scala, Milán.
Hubo representaciones en 1846 en el Teatro San Carlos en Nápoles, pero no fue repuesta posteriormente hasta el año 1988 en Bérgamo.  Una nueva producción en 2010 en el Festival della Valle d'Itria en Martina Franca fue repuesta por el Festival de Ópera de Wexford en octubre de 2011.